# Wierchniaja Chawa
Wierchniaja Chawa (ros. Верхняя Хава) – wieś w Rosji, w obwodzie woroneskim, w rejonie Werchnechawskim, około 60 km na wschód od Woroneża. W 2010 była zamieszkiwana przez 8154 osoby. 
6 marca 1976 we wsi doszło do katastrofy lotu Aerofłot 909.